# Jacob Theodor Klein
Jacob Theodor Klein becenevén Plinius Gedanensium (Königsberg, 1685. augusztus 15. – Danzig, 1759. február 27.) porosz jogász, történész, botanikus, matematikus és diplomata volt, aki II. Ágost lengyel királyt szolgálta. Botanikai szakmunkákban nevének rövidítése: „Klein”.

## Élete
Klein 1685. augusztus 15-én született Königsbergben. Ő a természetrajzot tanult, később városi titkári pozícióját felhasználva, megalkotta a város botanikus kertjét, melynek mai neve „Ogród Botaniczny w Oliwie”. A veje, Daniel Gralath orvos volt, később pedig Gdańsk polgármestere lett.
Klein kisebb állattani megnevezésekkel foglalkozott és megalkotta a saját rendszerezési módszerét, melynek alapja az állatok végtagjainak számát, alakját és a testen való elhelyezkedését vette figyelembe. A természettudományokban tett munkássága miatt, Kleint több társaság is azzal jutalmazta meg, hogy felvették a szervezetükbe; ilyenek például a londoni Royal Society és a Danzig Research Society. Ő levelezett az evangélikus lelkipásztorral, Friedrich Christian Lesserrel. 1759. február 27-én Danzigban halt meg.

## Művei
- Natürliche Ordnung und vermehrte Historie der vierfüssigen Thiere. Schuster, Danzig 1760
- Vorbereitung zu einer vollständigen Vögelhistorie. Schmidt, Leipzig, Lübeck 1760
- Stemmata avium. Holle, Leipzig 1759
- Tentamen herpetologiae. Luzac jun., Leiden, Göttingen 1755
- Doutes ou observations de M. Klein, sur la revûe des animaux, faite par le premier homme, sur quelques animaux des classes des quadrupedes & amphibies du systême de la nature, de M. Linnaeus. Bauche, Paris 1754
- Ordre naturel des oursins de mer et fossiles, avec des observations sur les piquans des oursins de mer, et quelques remarques sur les bélemnites ... Bauche, Paris 1754
- Tentamen methodi ostracologicæ  sive  Dispositio naturalis cochlidum et concharum in suas classes, genera et species. Wishoff, Leiden 1753
- Quadrupedum dispositio brevisque historia naturalis. Schmidt, Leipzig 1751
- Historiae avium prodromus. Schmidt, Lübeck 1750
- Mantissa ichtyologica de sono et auditu piscium  sive  Disquisitio rationum, quibus autor epistolae in Bibliotheca Gallica de auditu piscium, omnes pisces mutos surdosque esse, contendit. Leipzig 1746
- Historiæ piscium naturlais promovendæ missus quartus de piscibus per branchias apertas spirantibus ad justum numerum et ordinem redigendis. Gleditsch & Schreiber, Leipzig, Danzig 1744
- Summa dubiorum circa classes quadrupedum et amphibiorum in celebris domini Caroli Linnaei systemate naturae. Leipzig, Danzig 1743
- Naturalis dispositio echinodermatum. Schreiber, Danzig 1734
- Descriptiones tubulorum marinorum. Knoch, Danzig 1731
- An Tithymaloides. Schreiber, Danzig 1730

## Jacob Theodor Klein által alkotott és/vagy megnevezett taxonok
Az alábbi linkben megnézhető Jacob Theodor Klein taxonjainak egy része.

## Fordítás
- Ez a szócikk részben vagy egészben  a   Jacob Theodor Klein című angol Wikipédia-szócikk ezen változatának fordításán alapul.  Az eredeti cikk szerkesztőit annak laptörténete sorolja fel. Ez a jelzés csupán a megfogalmazás eredetét és a szerzői jogokat jelzi, nem szolgál a cikkben szereplő információk forrásmegjelöléseként.